# Special Herbs, Vols. 9 & 0
Special Herbs, Vols. 9 & 0 è un album strumentale realizzato da Daniel Dumile sotto lo pseudonimo Metal Fingers. Come tutti i volume della serie Special Herbs, ogni traccia ha il nome di un'erba o di una pianta (con l'eccezione di Untitled (Meditation)).
Nonostante sia un album strumentale, alcune tracce contengono samples parlati, come in "Food... we need food!", "Vervain", "Peach fuzz!" e "Peach Extract".

## Tracce
1. "Vinca Rosea" – 3:00
2. "Burdock Root" – 3:32
3. "Vervain" – 2:59 - contiene un campione dal cartone animato di Spiderman, del 1960
4. "Bergamot" – 3:33
5. "Podina" – 2:07
6. "Untitled (Meditation)" – 3:56
7. "Coltsfoot Leaf" – 3:41
  - Contiene un campione dal film Central Station.
8. "Orris root Powder" – 3:37
  - Contiene un campione da Na Boca Do Sol di Arthur Verocai
9. "Passion Flower" – 4:04
10. "Yellow dock" – 4:22
11. "Datura Stramonium" – 3:02 
  - Contiene estratti dal cartone animato Fat Albert
12. "Coca Leaf" – 3:51
13. "Peach Extract" – 4:07

## Altre versioni
- "Vervain" è la versione strumentale di "Beef Rapp", da MM..Food?.
- "Podina" è la versione strumentale di "?" da Operation: Doomsday.
- "Untitled (Meditation)" è la versione strumentale di "The Fine Print" di King Geedorah, dall'album Take Me to Your Leader.
- "Coltsfoot Leaf" è la versione strumentale di "I Wonder", sempre da Take Me To Your Leader.
- "Datura Stramonium" è la versione strumentale di "Poo-Putt Platter" da MM..Food?, usata anche per "Da Superfriendz" di Vast Aire ed MF DOOM, sull'album Look Mom... No Hands.
- "Peach Extract" è la versione strumentale di "Peach Fuzz" da Mr. Hood dei KMD.